# Zdenka Schelingová
Bl. Zdenka Cecília Schelingová (Krivá, 24. prosinca 1913. – Trnava, 31. srpnja 1955.) je slovačka redovnica Sestara Svetoga križa i žrtva komunističkog progona u Čehoslovačkoj.

## Životopis
Rođena je u mjestu Krivá u Žiliskom kraju kao deseto dijete oca Pavola i majke Zuzane Pánikove. 24. prosinca 1916. godine je na krštenju dobila ime Cecilia. Nakon završetka osnovne škole obučavala se za medicinsku sestru i radiologinju. Nakon što je dobila poziv, s 15 godina pristupa redu Sestara Svetog križa, a 30. siječnja 1937. izrekla je svoje vječne zavjete i uzela redovničko ime "Zdenka".
U svom redovničkom životu pomagala je i medicinskim sestrama i radiologinjama u bolnici, sve do kraja Drugog svjetskog rata i dolaska komunista na vlast, koji počinju provoditi vjerski progon. 29. veljače 1952. pomogla je trojici svećenika u bijegu, no komunisti su je otkrili, uhitili i mučili, te ju smjestili u zatvor i na deset joj godina oduzeli sva građanska prava. Sljedeće tri godine premještali su je iz zatvora u zatvor, svaki put uz teško mučenje, a 14. travnja 1955. vlasti ju premještaju u kućni pritvor, u majčinu kuću. Do svoje smrti 14. rujna dobrovoljno je radila u obližnjoj bolnici na odjelu onkologije i dalje ustrajući u svojoj vjeri.
14. rujna 2003. Papa Ivan Pavao II. ju je beatificirao tijekom posjeta Slovačkoj 2003.

## Vanjske poveznice
- Bl. Zdenka Schelingová na www.catholic-forum.com  Arhivirana inačica izvorne stranice od 3. veljače 2004. (Wayback Machine)